# Ri Kwang-myong
Ri Kwang-myong (Pyongyang, 13 settembre 1982) è un ex calciatore nordcoreano.